# Marco Boffo
Marco Boffo (Venezia, 21 gennaio 1975) è un maratoneta e ultramaratoneta italiano.

## Biografia
Dapprima buon tennista, ha poi scoperto anche la passione per la corsa a piedi fino a diventare uno dei migliori specialisti italiani della 100 km. Si è diplomato all'ISEF e lavora come istruttore presso una palestra nel veneziano. Ha anche conseguito il patentino di maestro nazionale di tennis.

## Progressione

### Maratona
| Stagione | Risultato | Luogo   | Data       | Rank. Mond. |
| -------- | --------- | ------- | ---------- | ----------- |
| 2012     | 2h34'31"  | Russi   | 1-4-2012   |             |
| 2011     |           |         |            |             |
| 2010     | 2h27'28"  | Treviso | 14-3-2010  |             |
| 2009     | 2h33'09   | Venezia | 25-10-2009 |             |
| 2008     | 2h34'07"  | Venezia | 13-3-2005  |             |
| 2007     | 2h30'45"  | Busseto | 25-2-2007  |             |
| 2006     |           |         |            |             |
| 2005     | 2h34'53"  | Roma    | 13-3-2005  |             |

### 100 km
| Stagione | Risultato | Luogo      | Data      | Rank. Mond. |
| -------- | --------- | ---------- | --------- | ----------- |
| 2012     | 7h09'05"  | Seregno    | 22-4-2012 |             |
| 2011     |           |            |           |             |
| 2010     |           |            |           |             |
| 2009     | 6h45'39   | Torhout    | 19-6-2009 |             |
| 2008     | 7h00'43"  | Faenza     | 31-5-2008 |             |
| 2007     | 6h51'36"  | Winschoten | 8-9-2007  |             |

## Palmarès
| Anno | Manifestazione            | Sede       | Evento | Risultato | Prestazione | Note |
| ---- | ------------------------- | ---------- | ------ | --------- | ----------- | ---- |
| 2006 | Europei di ultramaratona  |            | 100 km | 13º       | 7h05'       |      |
| 2006 | Mondiali di ultramaratona |            | 100 km | 18º       | 7h12'       |      |
| 2007 | Mondiali di ultramaratona | Winschoten | 100 km | 9º        | 6h51'36"    |      |

## Campionati nazionali
2005
- Oro nelle 6 ore - 84,34 km

## Altre competizioni internazionali
2004
- 42º alla 100 km del Passatore

2005
- Ritirato alla 100 km del Passatore
- alla 50 km di San Remo - 3h18'
- 7º alla 50 km di Palermo - 3h16'

2007
- alla Strasimeno (56,7 km) - 3h35'
- 4º alla 100 km del Passatore - 7h14'

2008
- alla Strasimeno (58 km) - 3h38'
- 14º alla Maratona di Treviso - 2h28'25"
- alla 6 ore Bergamasca - 89,633 km
- 28º alla Maratona di Venezia - 2h34'07"

2009
- 21º alla Maratona di Venezia - 2h33'09"

2010
- 22º alla Maratona di Venezia - 2h33'23"